# والتر سوزا براگا نتو
والتر سوزا براگا نتو (انگلیسی: Walter Souza Braga Netto؛ زادهٔ ۱۱ مارس ۱۹۵۷) فرمانده نظامی و سیاست‌مدار اهل برزیل است، که هم‌اکنون به‌عنوان وزیر دفاع برزیل فعالیت می‌کند. وی پیش‌تر ریاست ستاد مشترک ارتش برزیل و فرماندهی نیروی زمینی برزیل را نیز برعهده داشته‌است.